# Gewoon zijdemos
Gewoon zijdemos (Homalothecium sericeum) is een soort uit het geslacht zijdemos (Homalothecium).

## Determinatie
Uiterlijke kenmerken
Dit zijn sterke mossen die in vochtige toestand zijdezacht, glanzend en frisgroen tot goud- of geelgroen zijn. Ze vormen grote geelgroene gazons. In droge toestand liggen de bladeren als dakpansgewijs op de stengels en buigen de takken naar boven. De planten zijn dan bruinachtiger tot grijsgroen. Bij vochtig weer liggen de zijtakken plat tegen de grond.
De belangrijkste sporten liggen plat tegen de ondergrond. Zijscheuten vertakken zich dan min of meer regelmatig. Hierdoor ontstaan typische smalle driehoekige scheuten.
De lancetvormige bladeren met een langwerpige punt zijn longitudinaal gevouwen en dicht opeengepakt. De bladeren hebben een maximale lengte van 4 mm. De rand is fijn gezaagd. De bladrand is vanaf het midden van het blad relatief zwak gezaagd. De bladnerf bereikt ongeveer 3/4 van de bladlengte.
De capsule staat rechtop op een ruwe seta en is langwerpig en cilindrisch.
Microscopische kenmerken
De middelste laminacellen zijn ongeveer 50–100 µm lang en 4–7 µm breed. De bladvleugelcellen zijn gedifferentieerd, hyalien en rechthoekig van vorm.

## Ecologie
Gewoon zijdemos koloniseert het liefst harde, kalkhoudende, stenige substraten. Vaak is ze te vinden in rots- en muurvegetatie. Ten tweede koloniseert ze basenrijke schors.

## Verspreiding
Het komt bijna in alle landen voor. Het is wijdverbreid in heel Europa. Het gebied strekt zich uit tot Oost-Azië, in het zuiden tot tropisch Afrika en in het westen tot delen van Noord-Amerika. Het komt zowel in natuurgebieden als in steden voor en komt praktisch overal in Europa voor. In Nederland is het een algemeen voorkomende soort. Het staat niet op de rode lijst en is niet bedreigd.

## Foto's

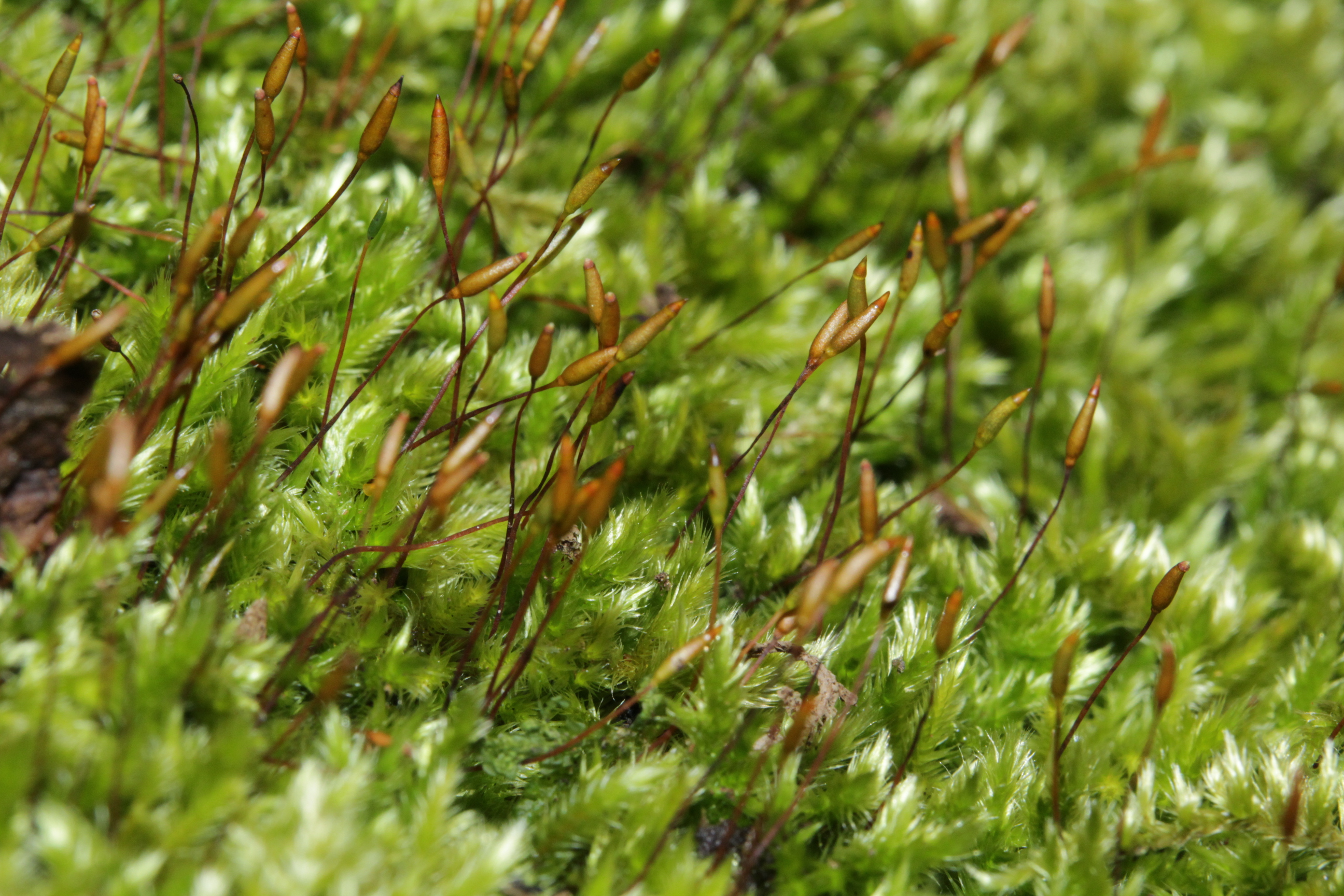
Mos
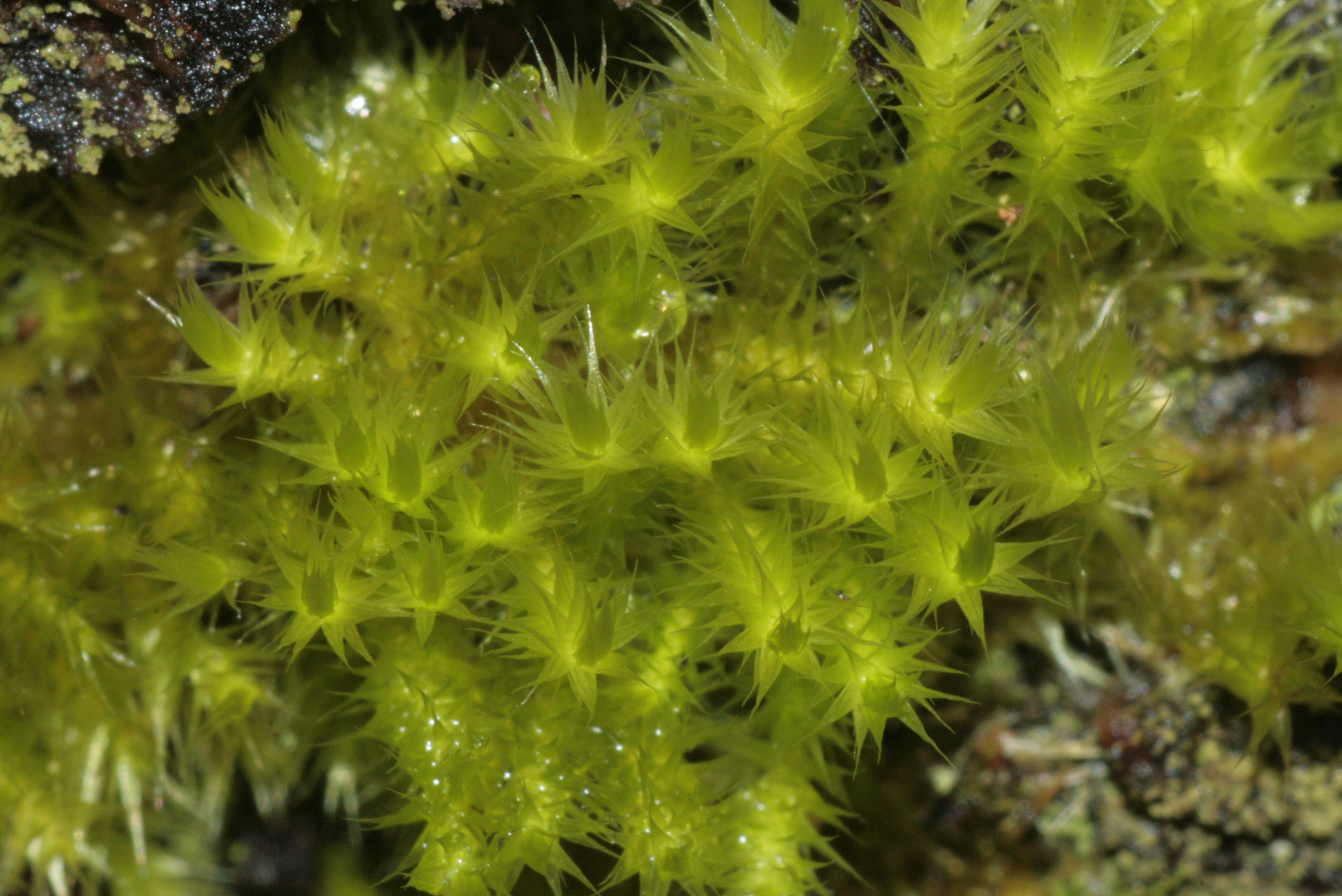
Detail
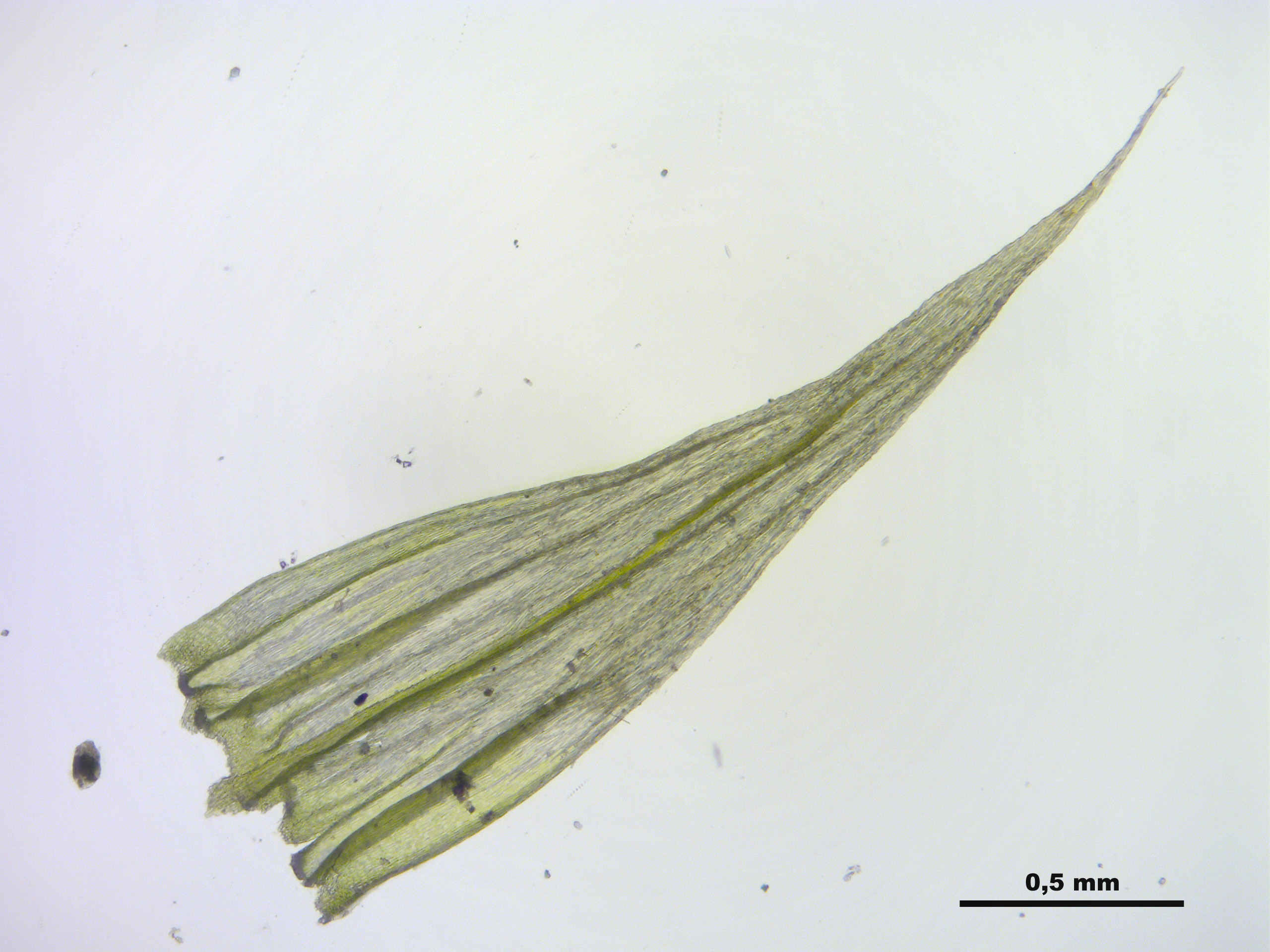
Lancetvormig blad
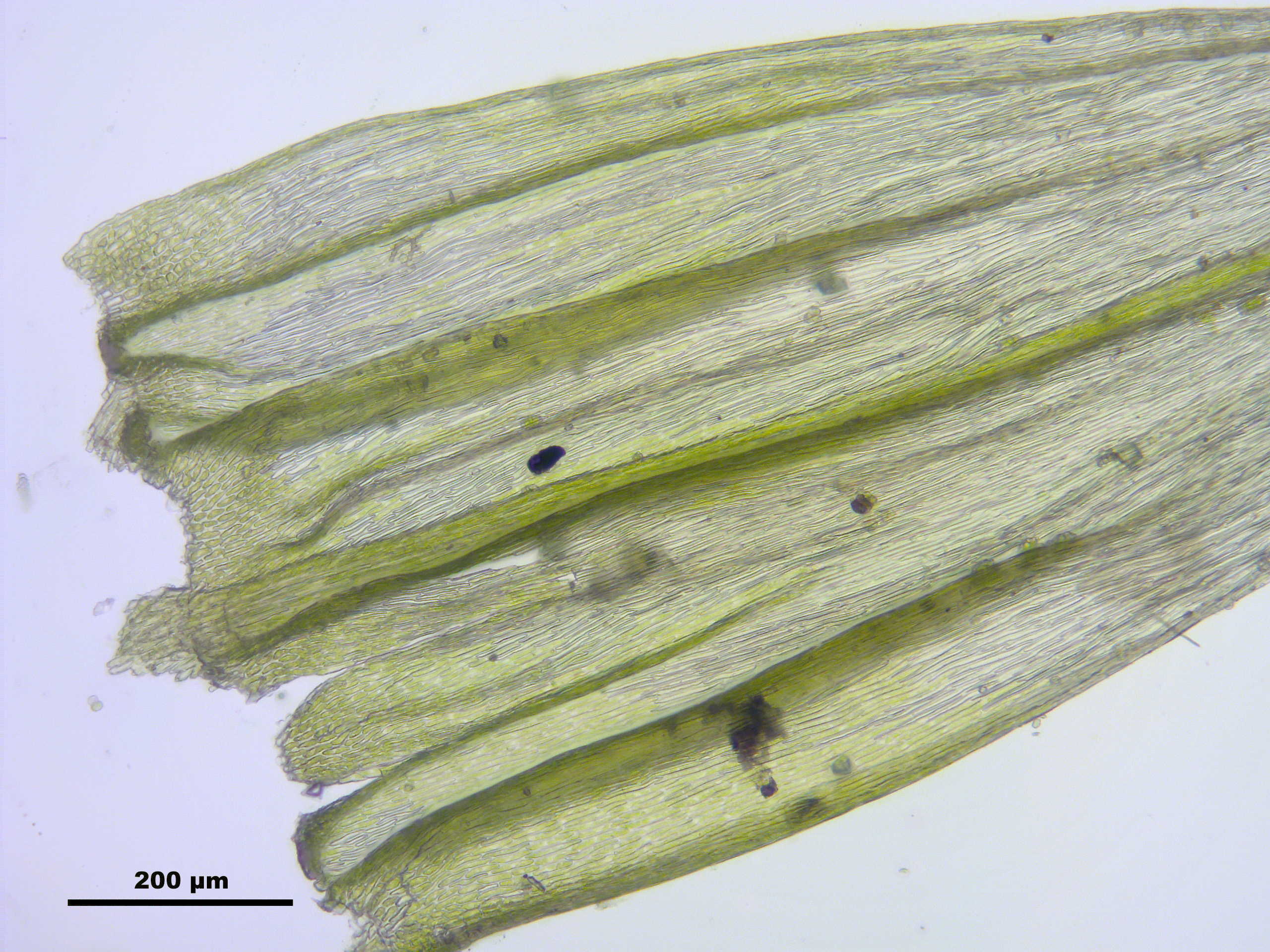
Bladbasis
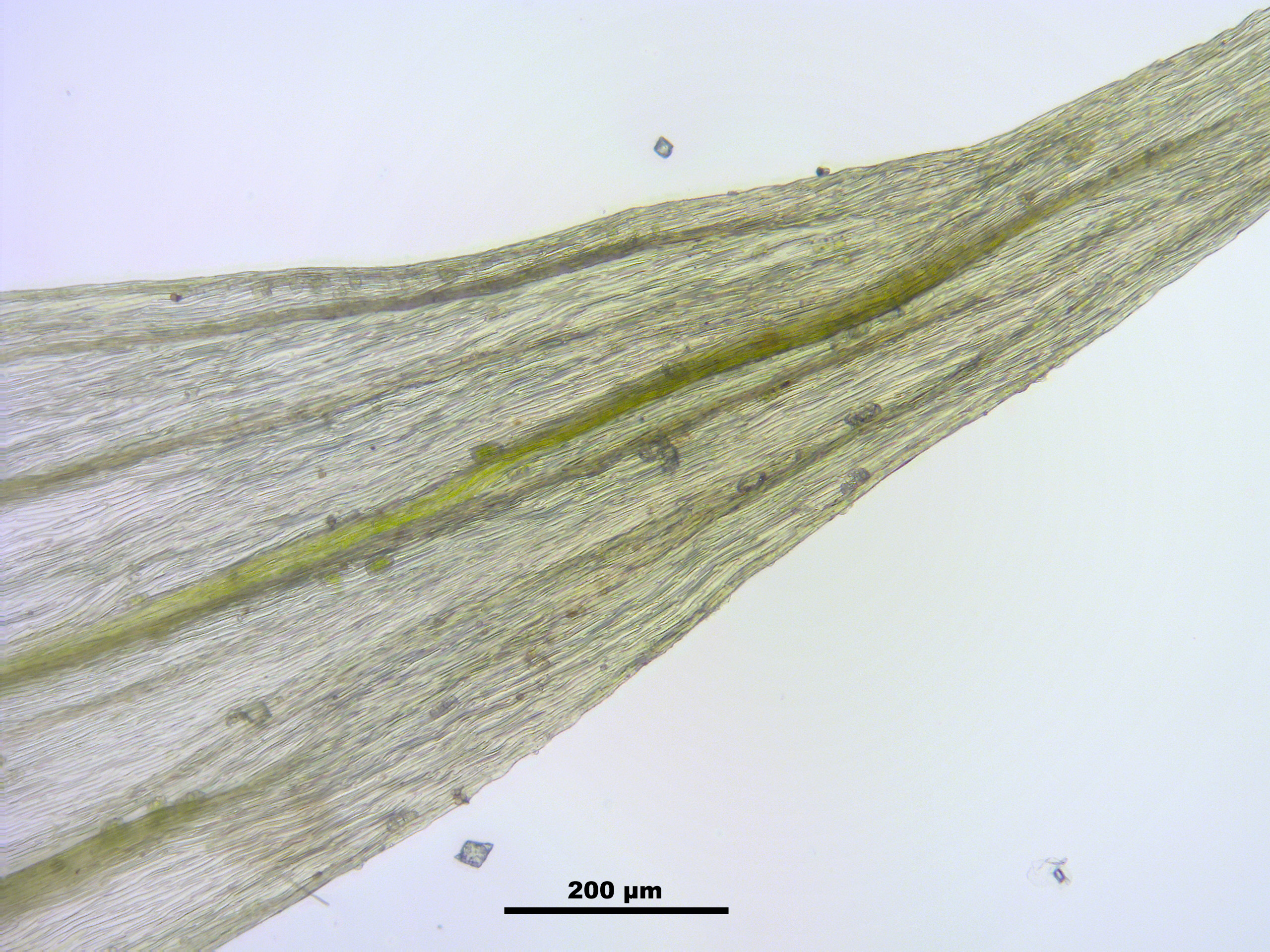
Bladmidden
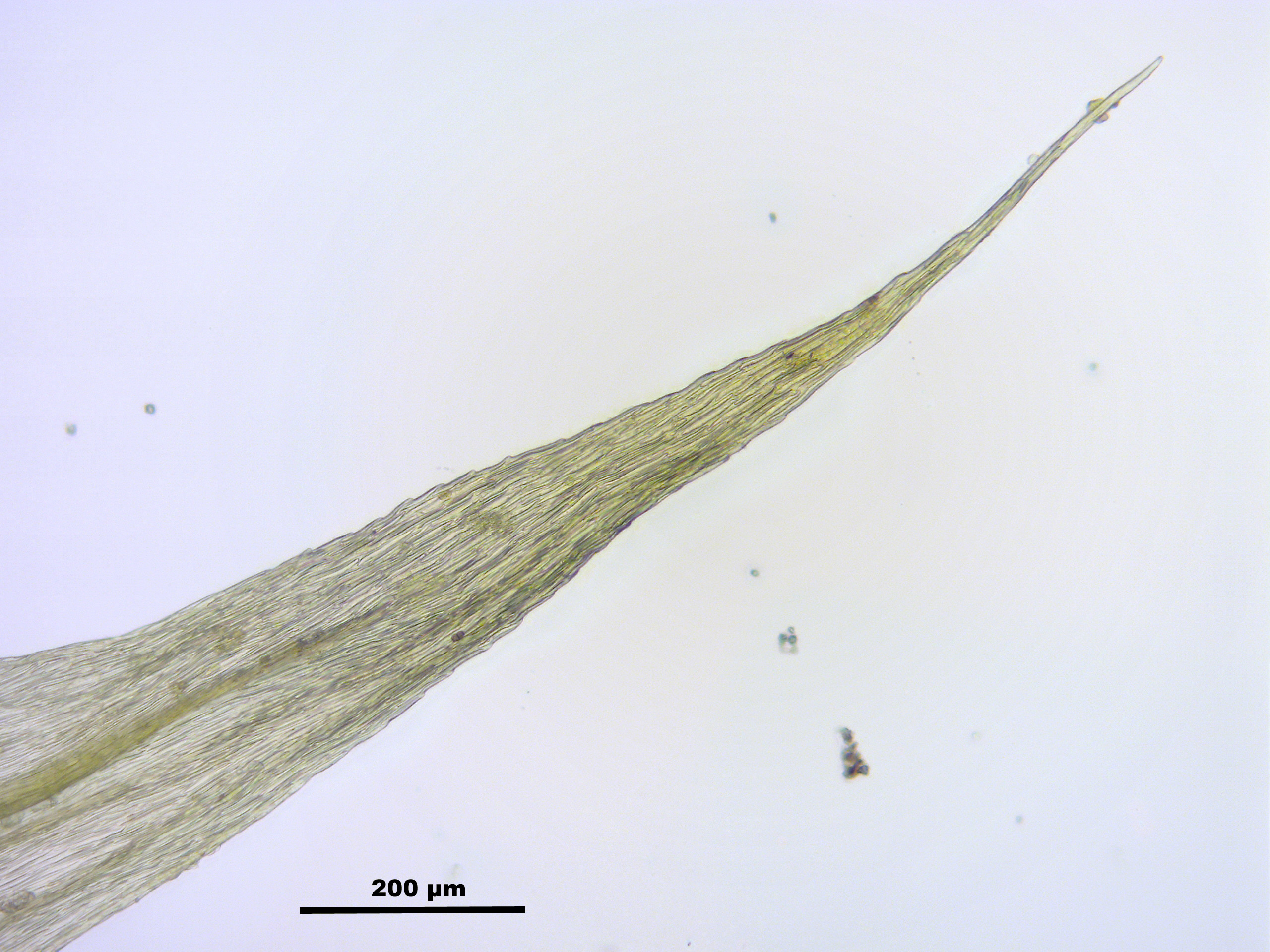
Bladpunt
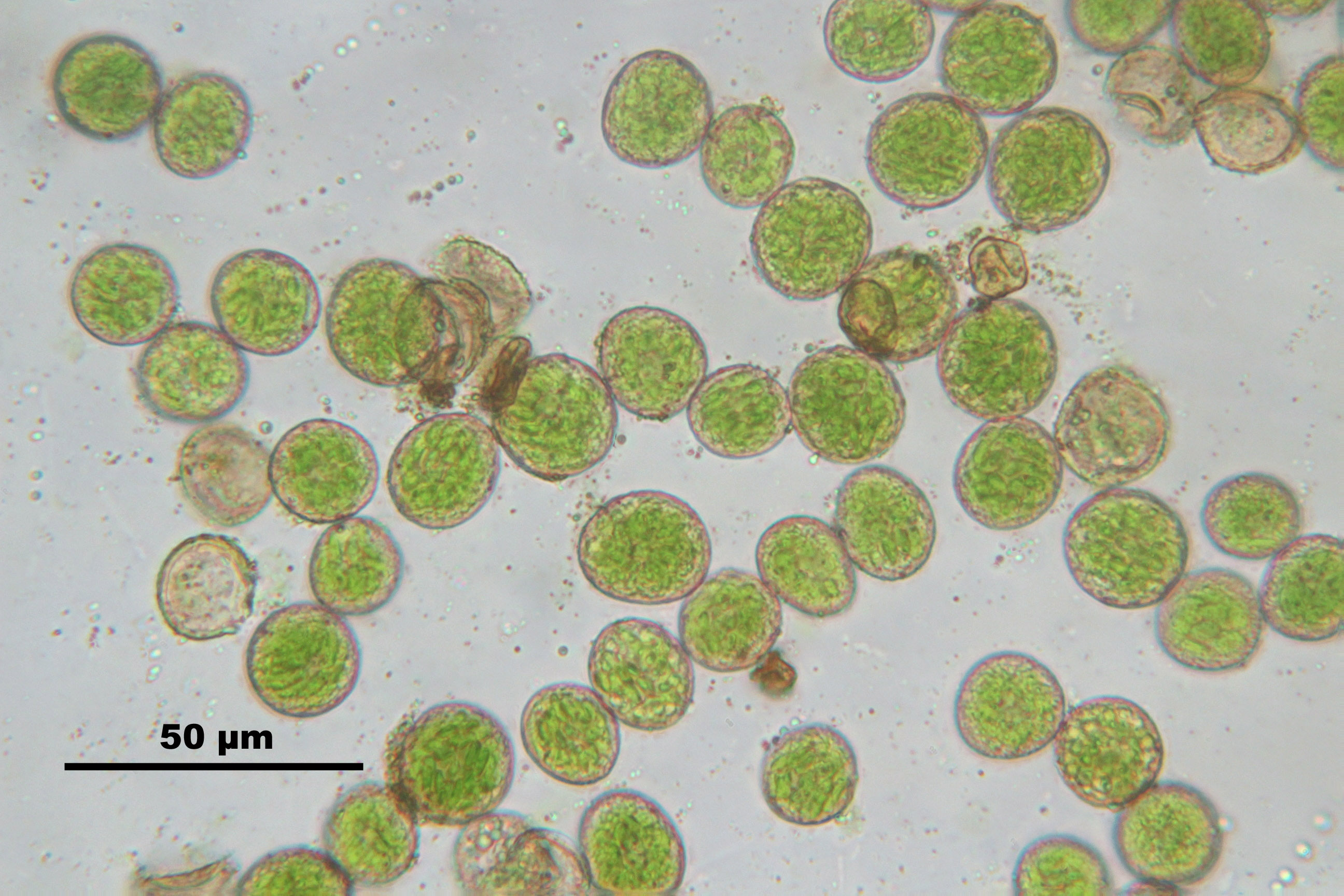
Sporen
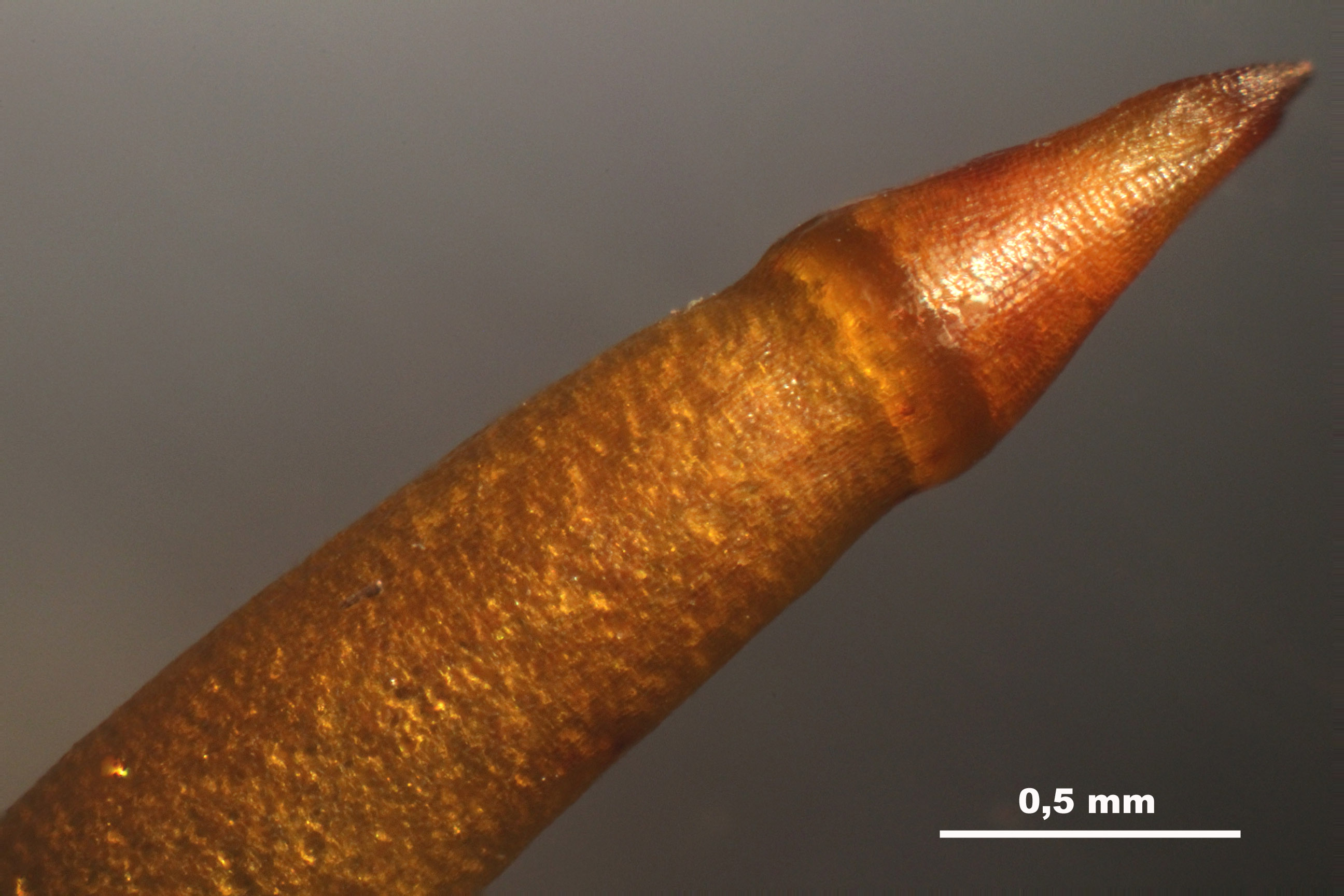
Kapsel
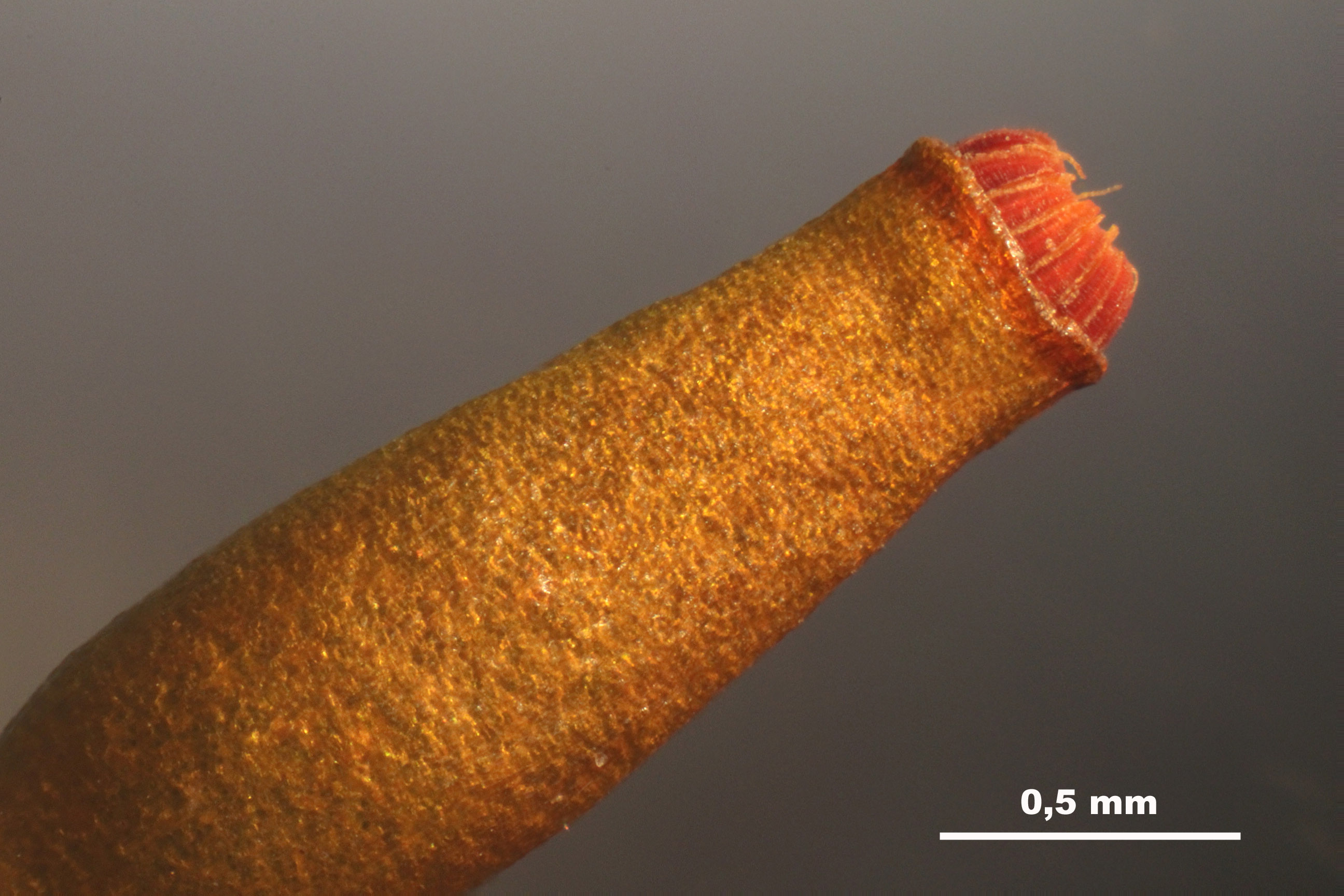
Kapsel en peristom
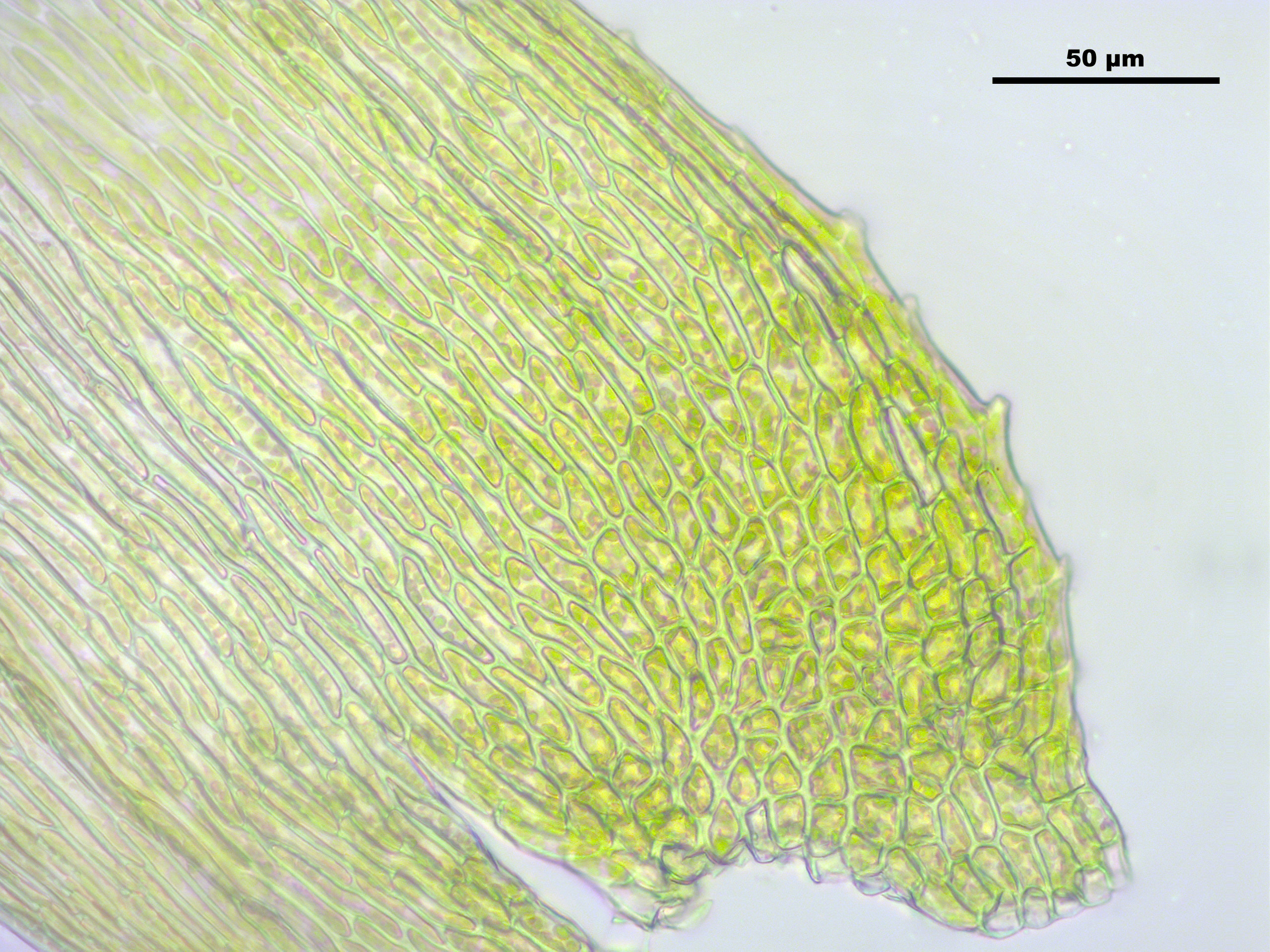
Bladcellen aan de basis
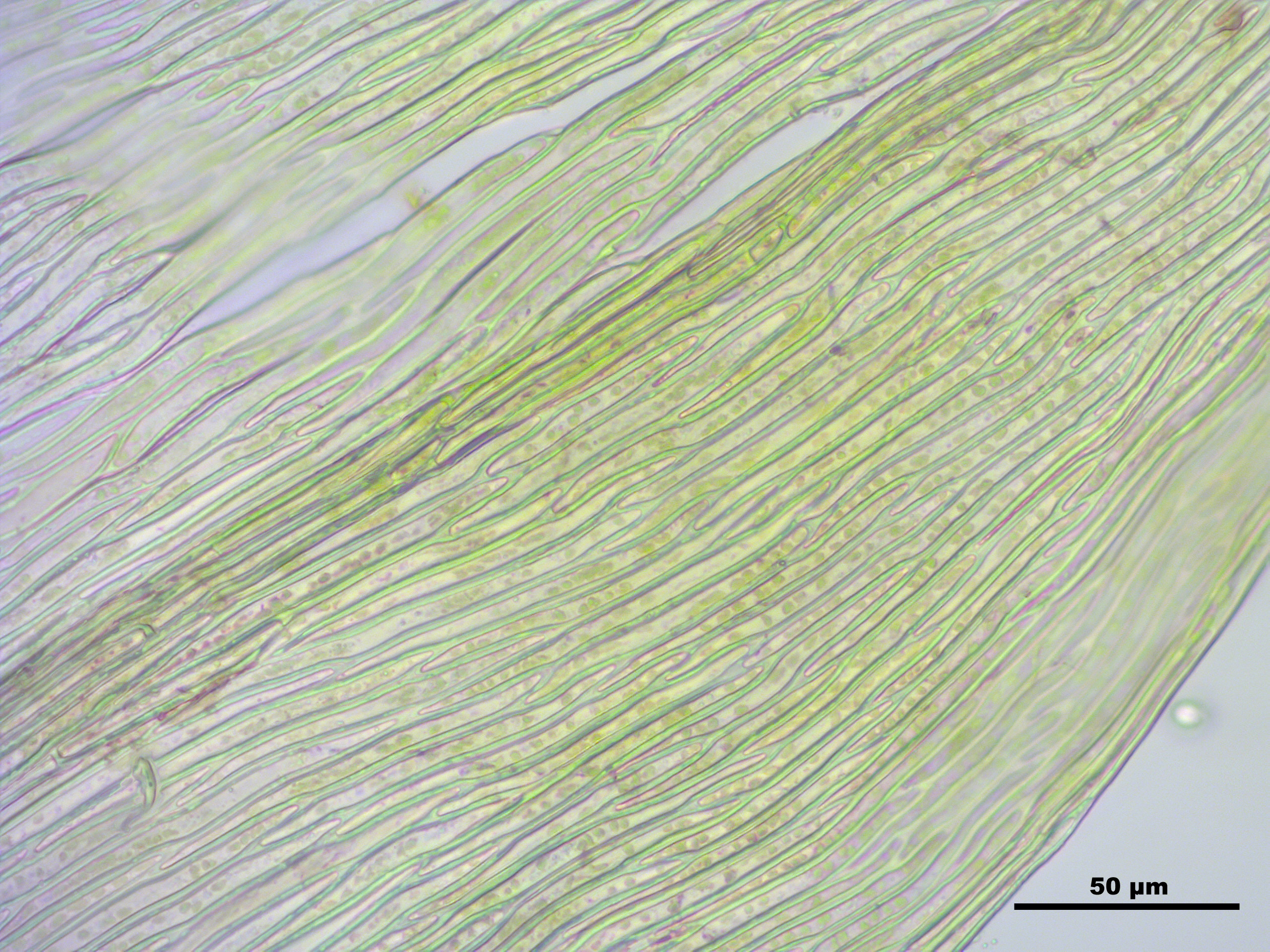
Bladcellen in het midden
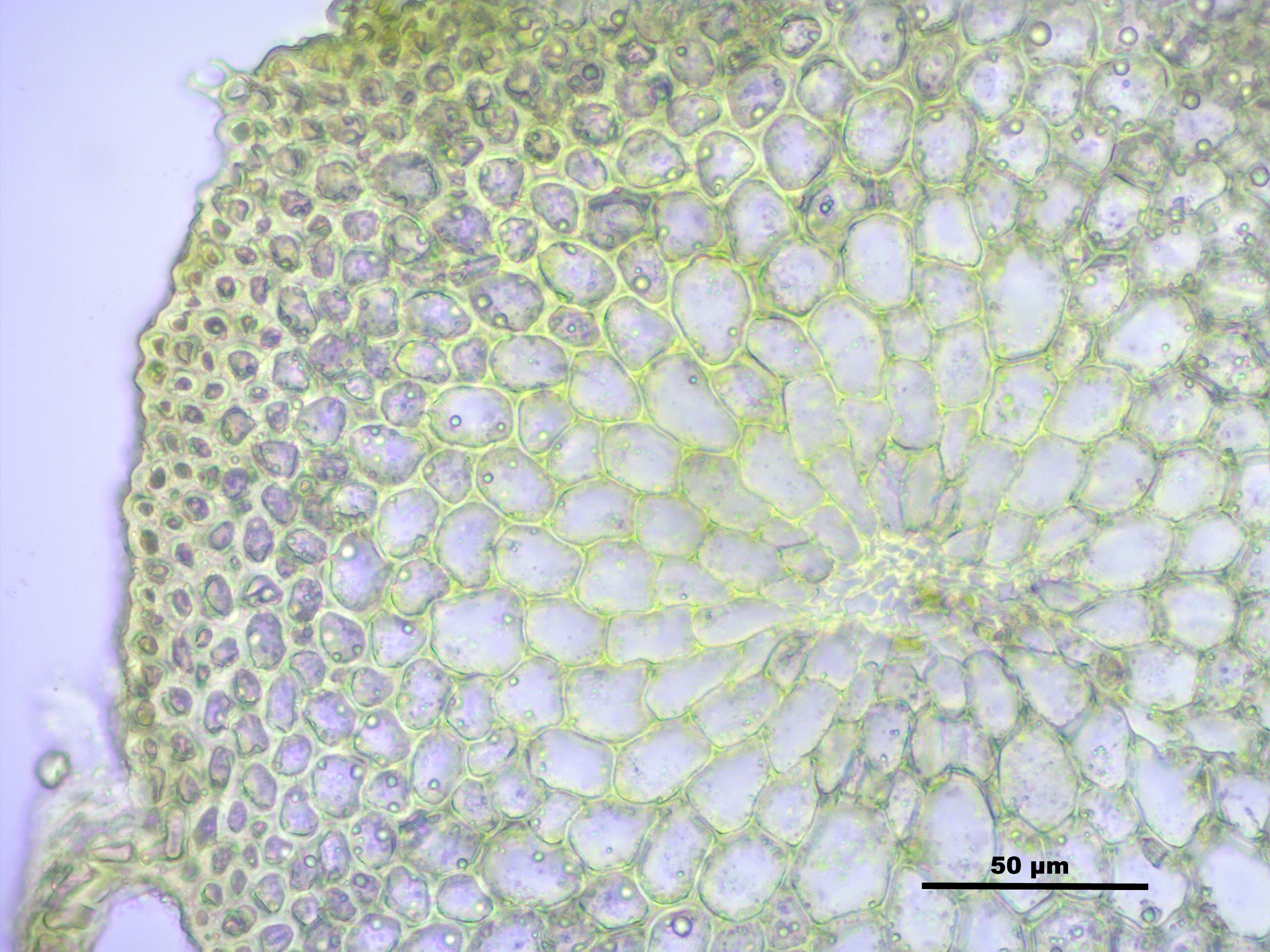
Doorsnede van de stam